# Vkusno i totjka
Vkusno i totjka (ryska: Вкусно – и точка; [vˈkʊsnə i ˈtotɕkə], ungefär likvärdigt svenska: "Kort och gott"; direktöversatt: Gott, och punkt) är en rysk snabbmatskedja baserad i Ryssland som huvudsakligen bygger på ommärkta McDonalds-restauranger som köpts upp av industrimagnaten och entreprenören Aleksandr Nikolajevitj Govor(ru) efter att det amerikanska företaget McDonald's Corporation valt att lämnat landet och stänga alla sina lokaler som följd av Rysslands invasion av Ukraina 2022. Eftersom matkedjan baseras på före detta ryska McDonalds-restauranger är menyn till stor del en kopia av den tidigare ryska McDonaldsmenyn fast med nya produktnamn.
De första Vkusno i totjka-restaurangerna öppnade 12 juni 2022.

## Bilder

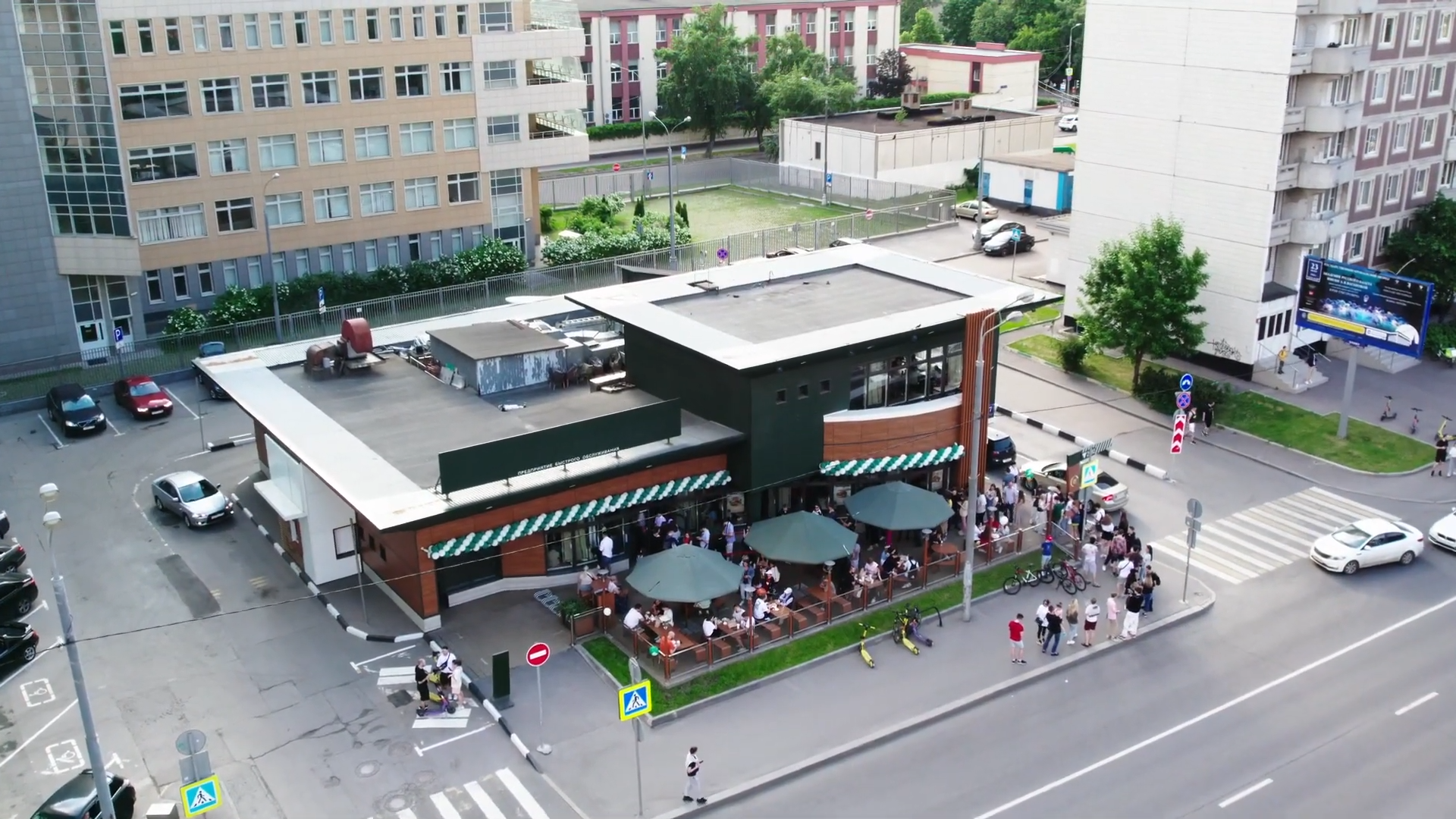
Vkusno i totjka-restaurang i Moskva.
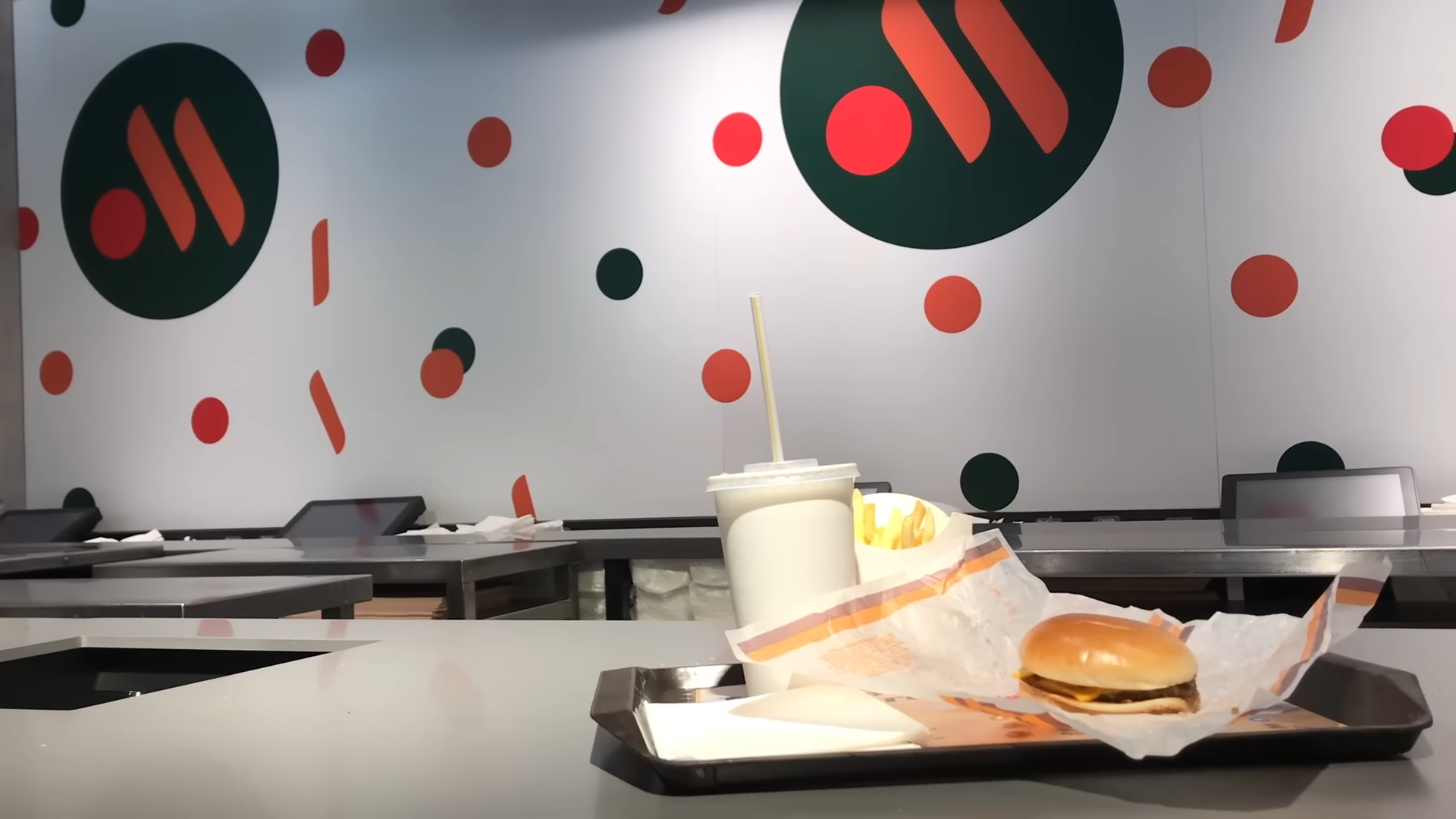
Inredningen i en Vkusno i totjka-restaurang.
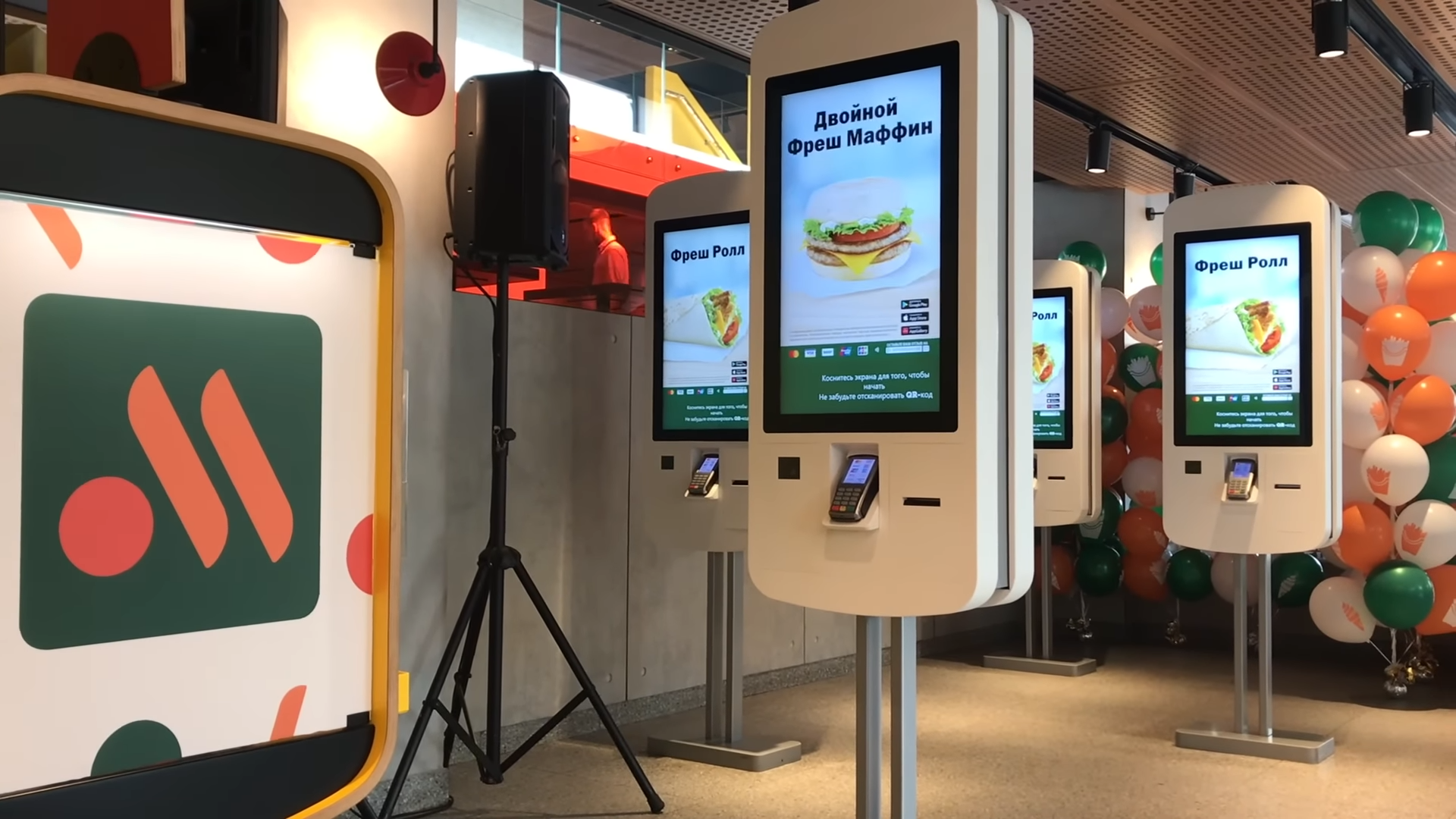
De tidigare McDonalds-beställningsautomaterna i en Vkusno i totjka-restaurang.
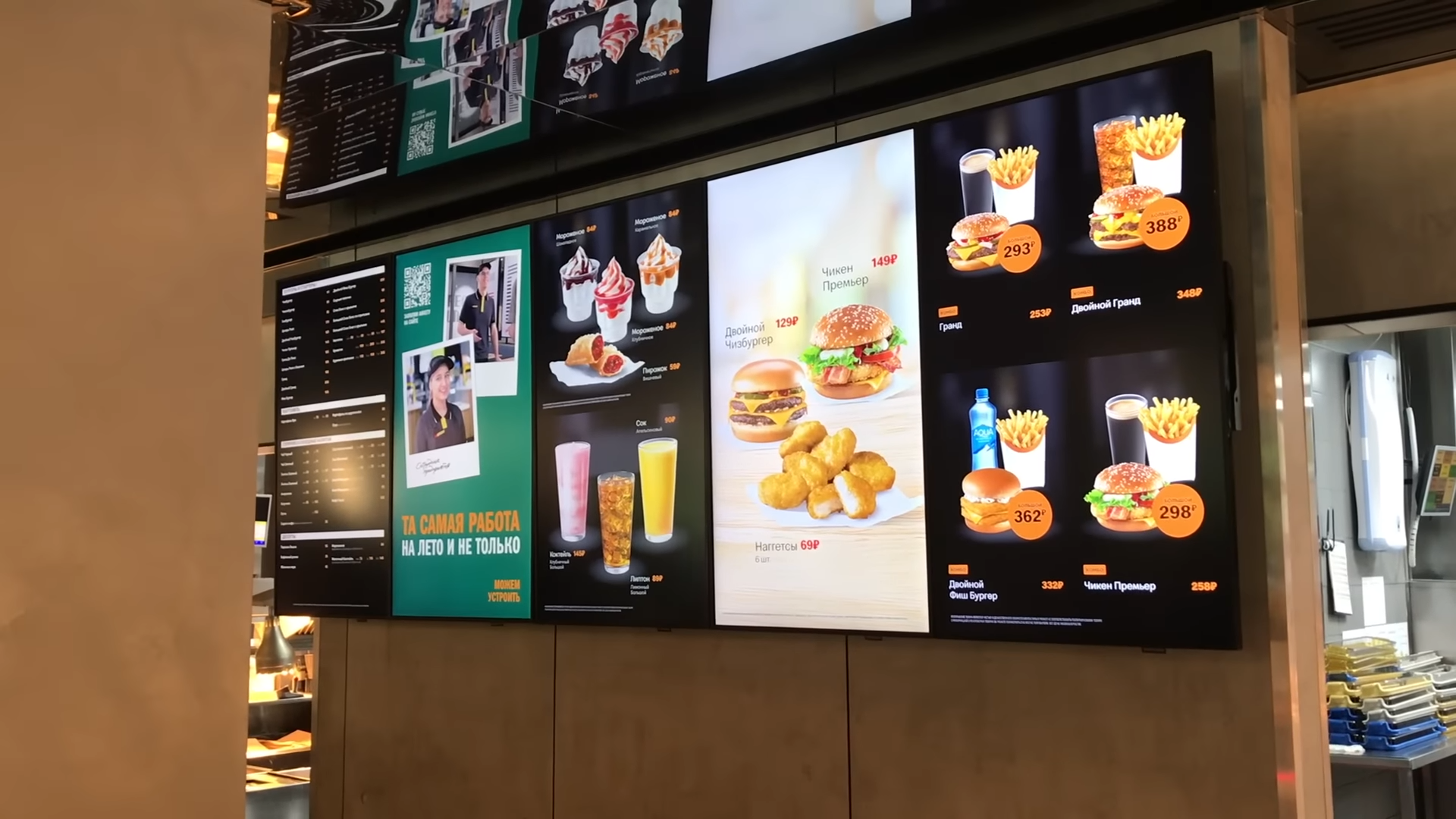
Menyn hos Vkusno i totjka 2022.